# Wundmanagement (Zeitschrift)
Wundmanagement (Eigenschreibweise WUNDmanagement) ist eine deutschsprachige Fachzeitschrift für in der Wundversorgung tätige Personen. Sie erscheint seit 2007 zweimonatlich und wird vom mhp Verlag in Wiesbaden herausgegeben.
Die Zeitschrift richtet sich besonders an Pflegefachkräfte, aber auch weitere Personen, die in der Prävention, Pflege und Behandlung akuter und chronischer Wunden tätig sind. Sie legt besonderen Wert auf die Darstellung standardisierter Maßnahmen und die interdisziplinäre Zusammenarbeit aller an der Wundversorgung Beteiligten. In den einzelnen Ausgaben werden Themenschwerpunkte gesetzt, um die besonderen Anforderungen moderner Wundversorgung umfassend abzudecken. Die Artikel unterliegen der Kontrolle eines wissenschaftlichen Redaktionsbeirats.
Die Zeitschrift ist Organ folgender Organisationen:
- Initiative Chronische Wunden e. V. (ICW)
- Österreichische Gesellschaft für Wundbehandlung (AWA)
- Schweizer Gesellschaft für Wundbehandlung (SAfW)
- Deutscher Wundrat e. V.
- Wundnetz Berlin-Brandenburg e. V.
- Wundnetz Kiel e. V.
- Wundzentrum Hamburg e. V.
- Wundnetz Rheinland-Pfalz e. V.
- Deutsch-Österreichisch-Schweizerische Wundheilungsorganisation (Wund-D. A. CH)